# León V el Armenio
León V, llamado el Armenio (775-25 de diciembre de 820), fue emperador bizantino entre 813 y 820, tras distinguirse como general durante los reinados de Nicéforo I y Miguel I.

## Acciones militares
Tras prestar un gran servicio al emperador Miguel I en la guerra contra los árabes en 812, fue llamado en 813 para luchar en la campaña contra Bulgaria. No está claro el papel que desempeñó en la batalla de Versinikia. Se supone que aconsejó al emperador el ataque, pero luego se negó a seguir la táctica acordada, y abandonó la batalla.

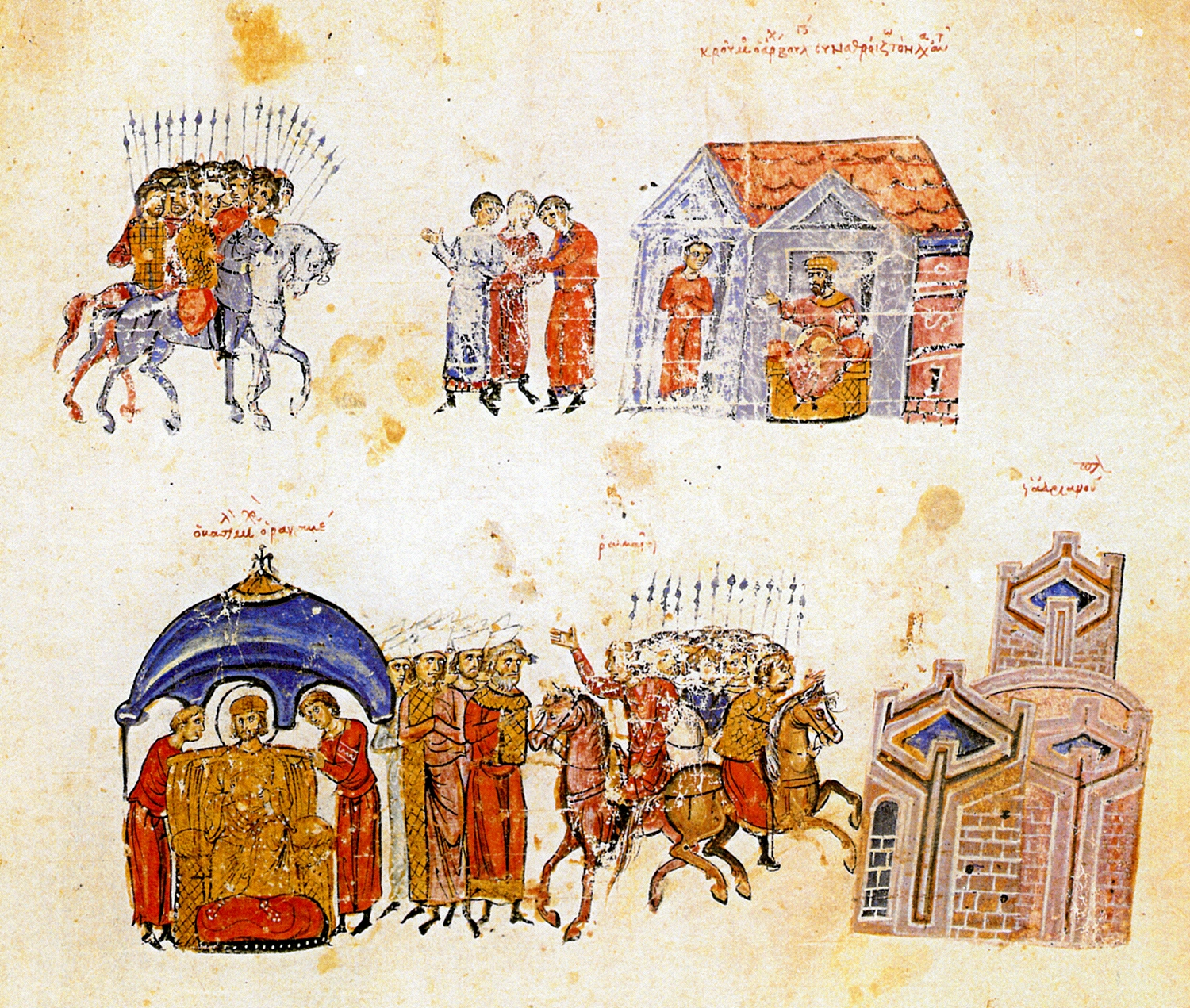
Miniatura que muestra los ejércitos de Krum (arriba) y de Miguel I (abajo) antes de la batalla de Versinikia

Tras la derrota, fue aclamado emperador por los soldados del tema anatólico, del cual había sido gobernador, y por los tracios y macedonios que habían logrado escapar con vida de la batalla. Desde Adrianópolis marchó sobre la capital, donde recibió la bienvenida del senado y fue coronado emperador por el patriarca Nicéforo. Miguel  y Procopia se refugiaron en un convento, y sus hijos fueron castrados.
Seis días después de su coronación, el kan Krum se presentó ante las murallas de Constantinopla, pero fue incapaz de asaltar la triple barrera defensiva. En otoño del mismo año, León derrotó a los búlgaros cerca de Mesembria, y rechazó un nuevo ataque de Krum a Constantinopla en 814. Tras morir este último, firmó una tregua de treinta años con su sucesor, Omurtag.

## Vuelta a la iconoclastia
La decisión de volver a la política iconoclasta de los primeros emperadores sirios se basaba en la convicción de que esta política fue la causa de los largos y victoriosos reinados de León III y Constantino V. Su preparación fue cuidadosa, iniciando debates públicos sobre la historia de los emperadores iconoclastas, y argumentando que los emperadores iconódulos fueron siempre derrotados en el campo de batalla. Una comisión presidida por Juan el Gramático, se ocupó de estas cuestiones. A continuación, intentó la negociación con el patriarca Nicéforo, pero este se mostró reticente.
En 814, León dio la orden de quitar las imágenes de Santa Sofía, pero Nicéforo se negó, por lo que fue obligado a dimitir. El sínodo convocado en 815 restableció la iconoclastia, que a diferencia del primer periodo iconoclasta, encontró poca oposición en principio, siendo la más notoria la de los monjes estuditas, que sufrieron de nuevo el exilio.
Pero más adelante, sus enérgicas medidas represivas contra los paulicianos y los iconódulos dieron lugar a una importante oposición, y después de abortar una conspiración liderada por su amigo Miguel Pselo, con el encarcelamiento de este último, León fue asesinado en la capilla de palacio el día de Nochebuena de 820.